# Kościół Najświętszego Serca Pana Jezusa w Golczowicach
Kościół Najświętszego Serca Pana Jezusa – rzymskokatolicki kościół filialny w Golczowicach należący do parafii św. Jakuba Apostoła w Skorogoszczy w dekanacie Niemodlin.

## Historia kościoła
Zbudowany został w 1934 roku. W miejscowości znajduje się również, zachowana w stosunkowo dobrym stanie, kapliczka z 1850 roku z figurą św. Jana Nepomucena.